# منیر قیدی
منیر قیدی (زادهٔ ۲۶ شهریور ۱۳۵۱) کارگردان و فیلم‌نامه‌نویس ایرانی است. او از سال ۱۳۵۷ تاکنون در حال فعالیت بوده است و در زمینهٔ دستیار کارگردان و منشی صحنه نیز فعالیت داشته است.

## فیلم‌شناسی

### فیلم
| سال  | عنوان       | کارگردان | نویسنده | بازیگر |
| ---- | ----------- | -------- | ------- | ------ |
| ۱۳۹۵ | ویلایی‌ها    | آری      | آری     | نه     |
| ۱۴۰۰ | دسته دختران | آری      | آری     | نه     |

### تلویزیون
| سال       | عنوان            | کارگردان | نویسنده | بازیگر |
| --------- | ---------------- | -------- | ------- | ------ |
| ۱۳۷۰–۱۳۷۴ | این خانه دور است | نه       | نه      | آری    |
| ۱۳۹۱      | حتی اگر شب باشد  | آری      | نه      | نه     |

## جوایز و افتخارات
- نامزد دریافت جایزه سیمرغ بلورین برای بهترین فیلم‌نامه از سی و پنجمین دوره جشنواره فیلم فجر